# Sarakreek
Sarakreek é um dos seis subúrbios, ou em holandês ressort, que divide o distrito de Brokopondo no Suriname.
Em 2004, Sarakreek, segundo dados do Bureau Central de Assuntos Civis tinha 4,913 habitantes.